# Indolestes pulcherrimus
Indolestes pulcherrimus – gatunek ważki z rodziny pałątkowatych (Lestidae).